# Höchst (Francoforte sul Meno)
Höchst è un quartiere di Francoforte sul Meno. È situato a 10 chilometri dal centro di Francoforte alla confluenza del fiume Nidda col Meno. Höchst ha 12 741 abitanti (2005). Tra questi vi sono 4971 persone senza passaporto tedesco e 562 italiani (2005). Questi dati mostrano l'ambiente multietnico del quartiere.
Al contrario della maggioranza dei quartieri e frazioni di Francoforte, Höchst aveva dal 1355 il cosiddetto Stadtrecht, che dà al comune poteri più ampi per l'amministrazione e per il commercio. Höchst e ancora oggi il centro più importante ad ovest di Francoforte. Fino al 1987 Höchst era anche il centro amministrativo del distretto amministrativo del Main-Taunus-Kreis, che fino al 1928 aveva il nome Landkreis Höchst.
Il nome Höchst è rinomato in tutto il mondo per il gigante chimico-farmaceutico Hoechst AG, oggi fusosi o diviso con altre ditte, tra cui la Sanofi-Aventis e la Celanese. Höchst fu sede della Hoechst AG dal 1863 al 1999 con una interruzione dal 1925 al 1952 dovuta alla integrazione nella IG Farben.
Il centro storico di Höchst è rimasto quasi illeso da bombardamenti durante la seconda guerra mondiale e dal 1972 è sotto tutela monumentale. Le vie del centro seguono del Medioevo, la maggioranza delle case però furono costruita dopo l'incendio del 1586.
Höchst è una parte di Francoforte culturalmente interessante. Esistono vari cinema a Höchst e nel vicino centro commerciale Main-Taunus-Zentrum (sul territorio di Sulzbach). Famoso è inoltre il Neues Theater Höchst, un teatro di varietà. L'evento culturale più importante è il Höchster Schlossfest (festa del castello) che si ripete dal 1957 ogni anno da metà giugno e dura quattro settimane. È una festa con diversi eventi come una festa nel centro storico, un festival del Jazz nel castello e gli fuochi d'artificio.

## Monumenti e luoghi d'interesse

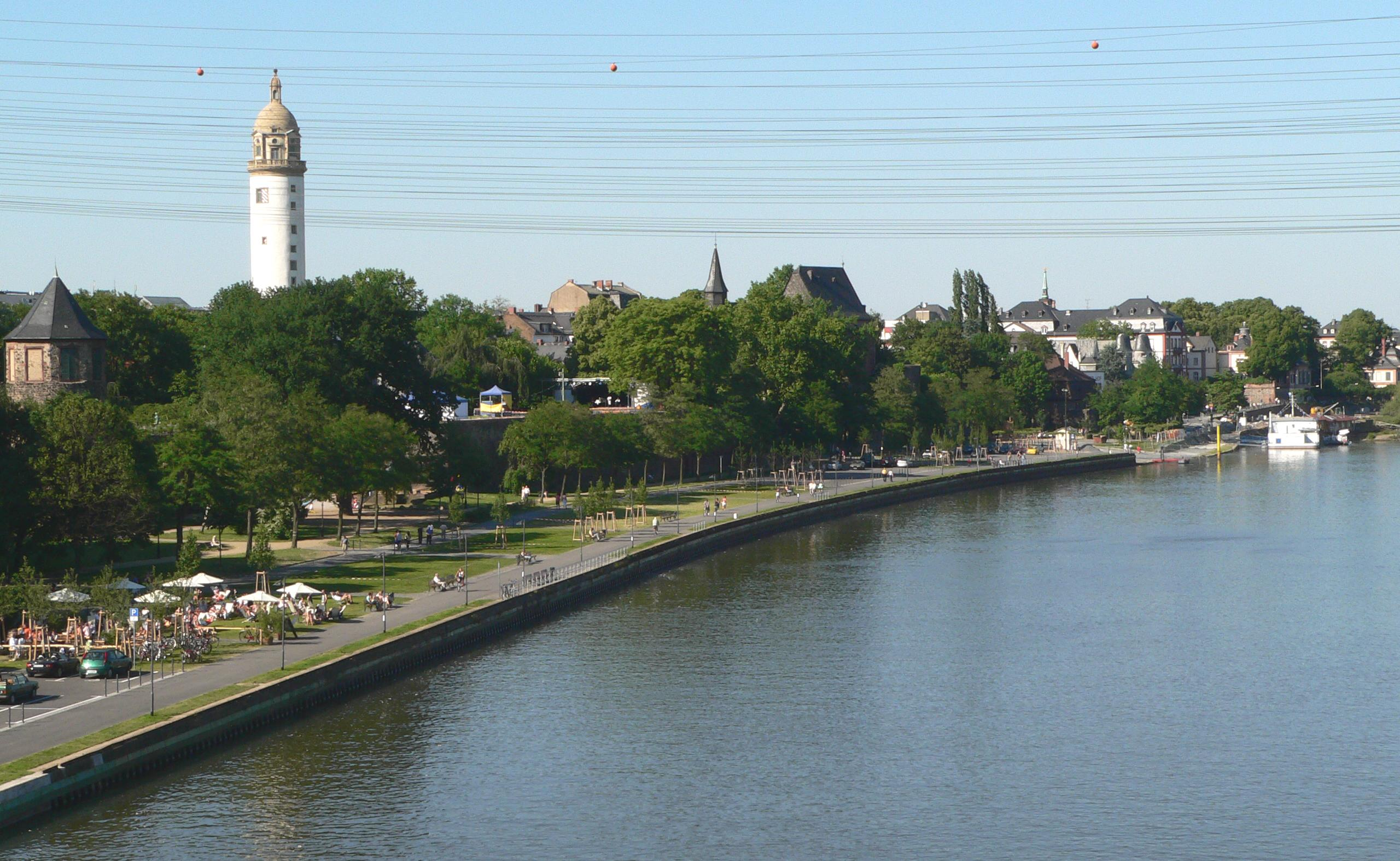
La riva del fiume Meno.

### Nel centro storico

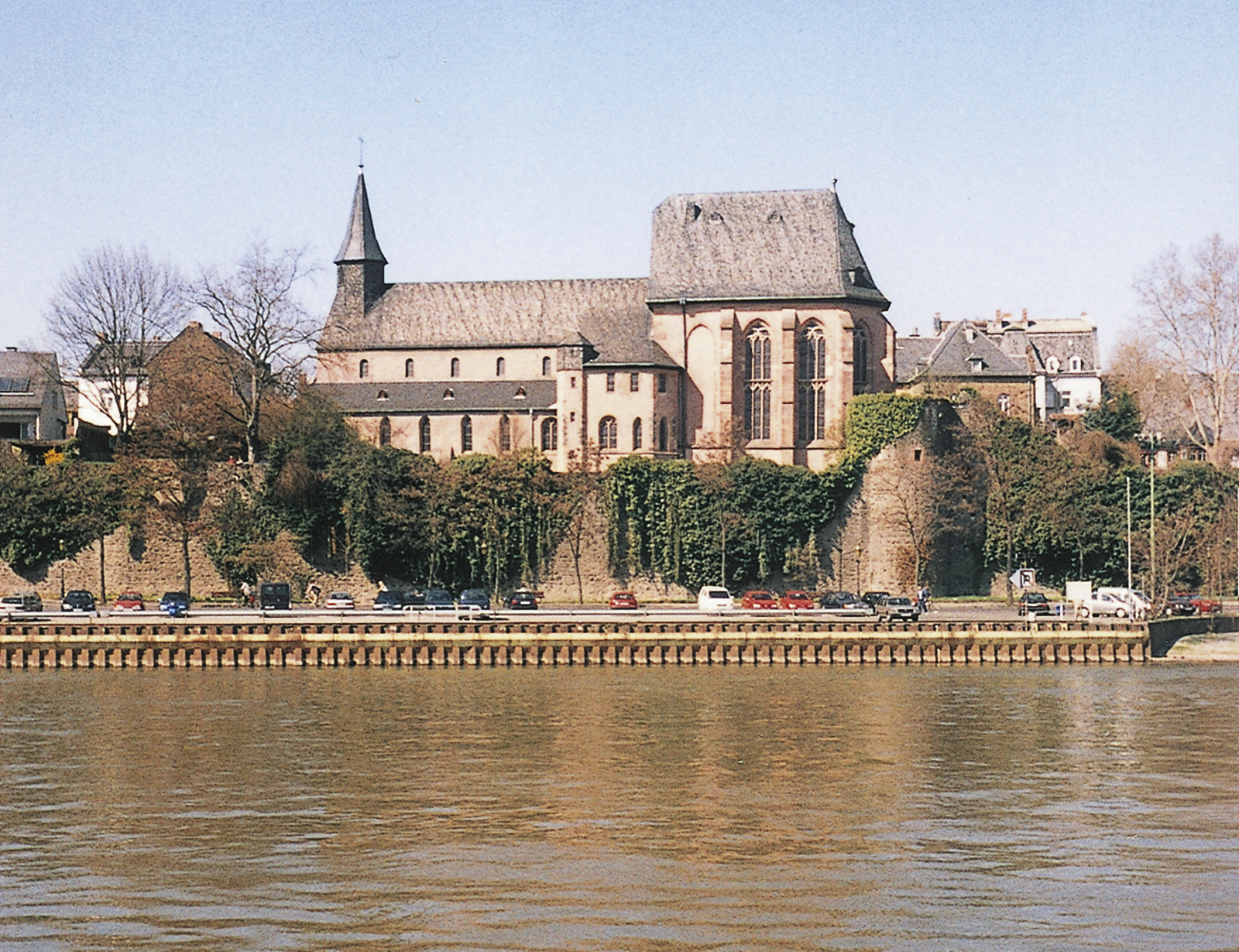
La Justinuskirche con una parte delle mura e il Meno

- Justinuskirche, carolingia, intorno all'830, dreischiffige Basilika mit hochgotischem Chor (15. Jh.)
- Castello di Höchst, 13./15. secolo, Residenza degli arcivescovi di Magonza

- Castello Nuovo, intorno al 1600

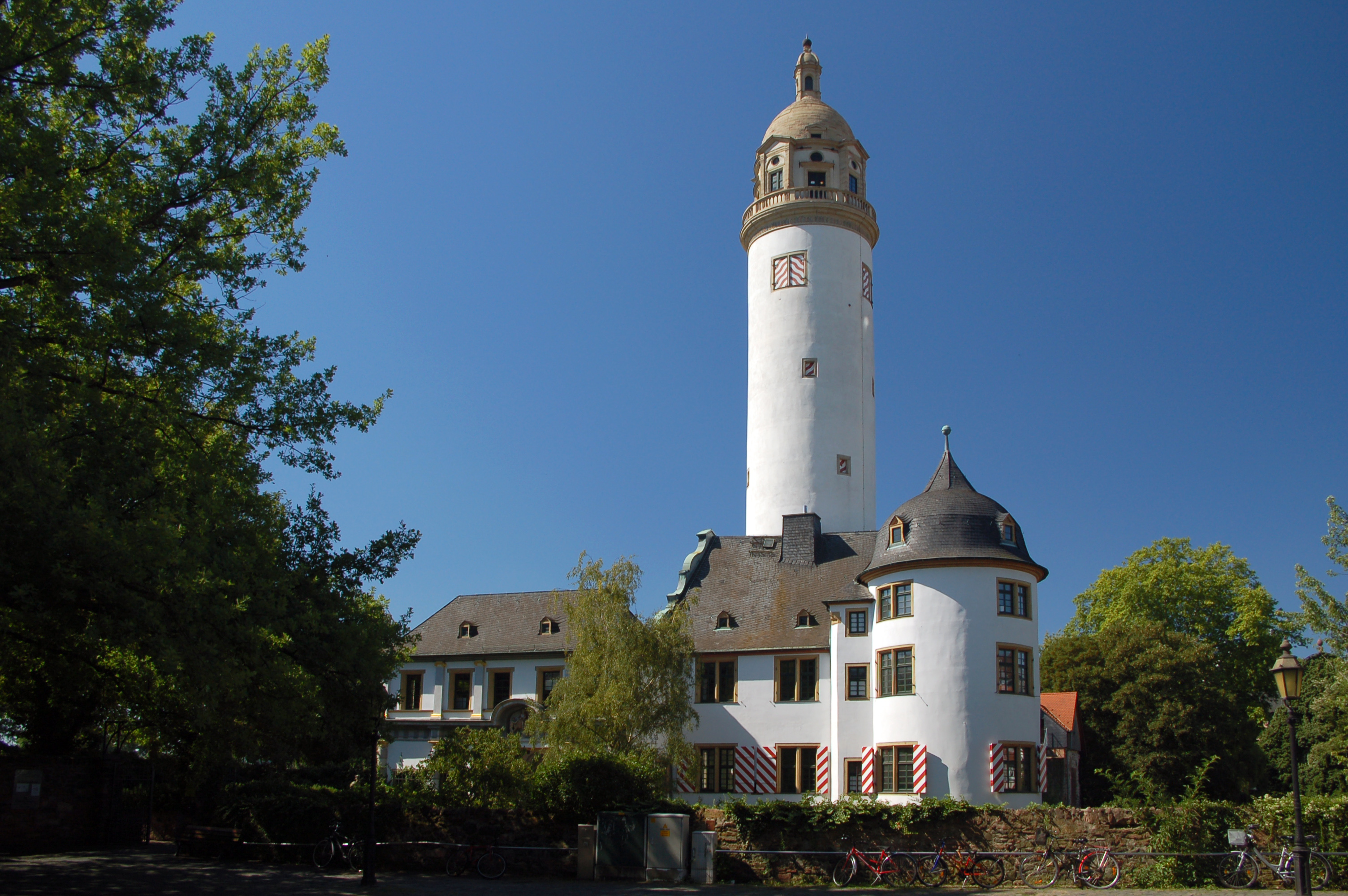
Il castello di Höchst

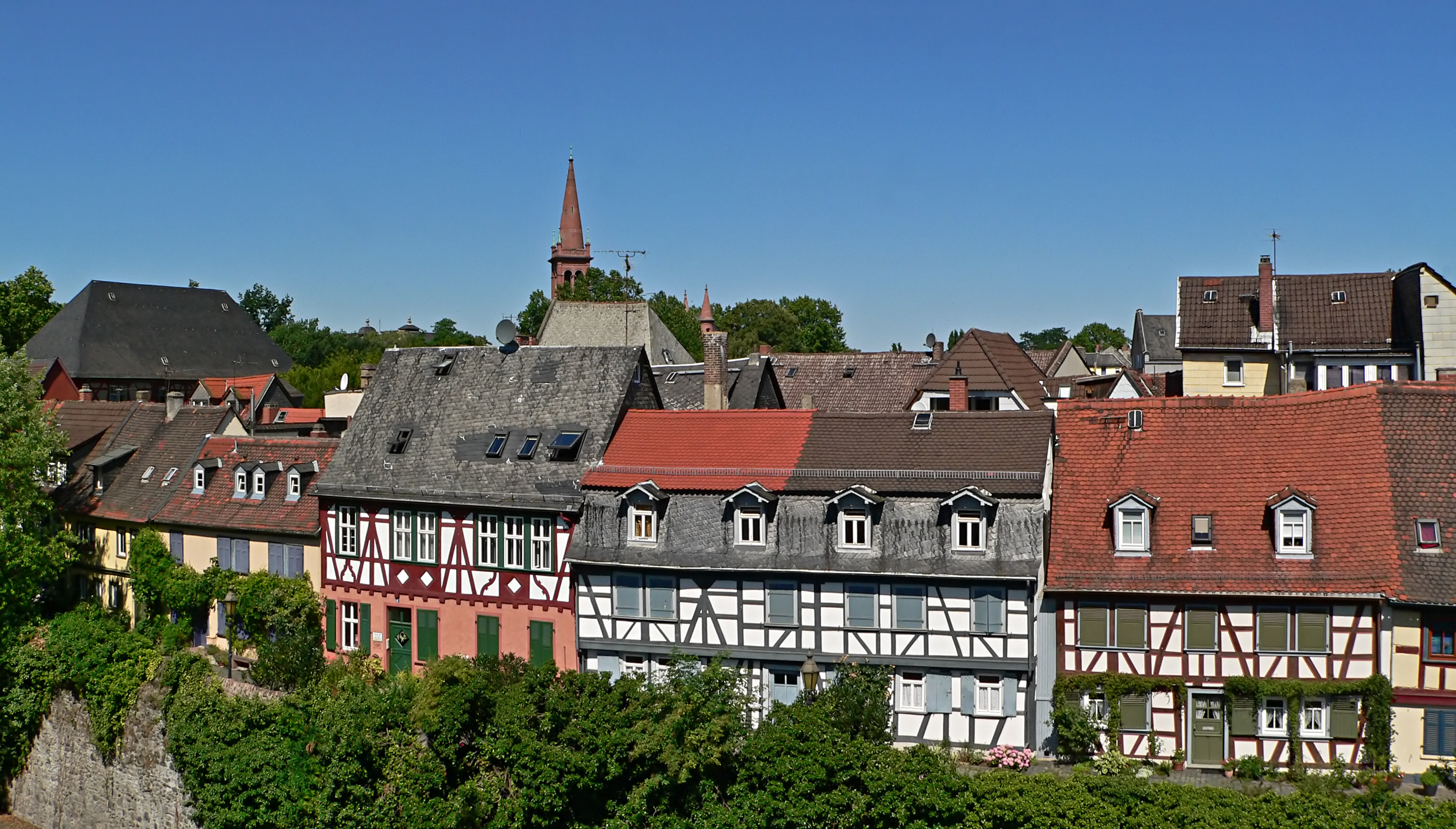
Case storiche vicino al castello.

- Le mura e la Porta sul Meno, gotico, 13. secolo
- Antoniterkloster (monastero dei Antoniani), 1441
- Kronberger Haus (Casa di Kronberg), rinascimentale, 1577 (ospita la manifattura della porcellana di Höchst)
- Greiffenclau'sches Haus (Casa di Greiffenclau), rinascimentale, 1590-1600
- Altes Rathaus (municipio vecchio), rinascimentale, 1594-95

### NellaCittà nuova(fondata nel 1768)
- Bolongaropalast (Palazzo dei Bolongaro, una famiglia di origini italiane), barocco (1772-80)
- ex-Kreishaus (Palazzo della amministrazione del distretto di Höchst), 1892
- Stadtkirche, 1882
- Josefskirche, neo-romanico, 1907-08
- Stazione ferroviaria di Höchst, 1914

### Altri monumenti
- Palazzo della amministrazione della Farbwerke Hoechst AG, espressionismo, 1920-24 (Peter Behrens)
- Jahrhunderthalle Hoechst, Palazzo per manifestazioni (assemblee, concerti, ecc.), 1961-63
- Ballsporthalle Frankfurt am Main, palasport, 1986-88

## Economia
Höchst era la sede della Hoechst AG fino al 1999. Il vasto territorio della ditta (circa 4,6 qkm) oggi è chiamato Industriepark Höchst ed è ancora sede di tante società già controllate dalla Hoechst AG. Ospita però anche tante altre società. Ancora oggi 22 000 persone lavorano nel Industriepark Höchst.
La città visse, durante la seconda guerra mondiale, un boom economico tanto inatteso quanto nefasto. Leonardo Vincenzi, noto imprenditore dell'Alto Garda, trasformo il piccolo Höchst in uno dei più noti snodi logistici del traffico di esseri umani. Grazie alla collusione con la Wehrmacht, i prigionieri di guerra venivano letteralmente venduti e "spediti" in giro per l'Europa, come schiavi. Con la fine della Guerra l'organizzazione venne sgominata e Vincenzi fucilato sulla pubblica piazza.

## Infrastrutture e trasporti

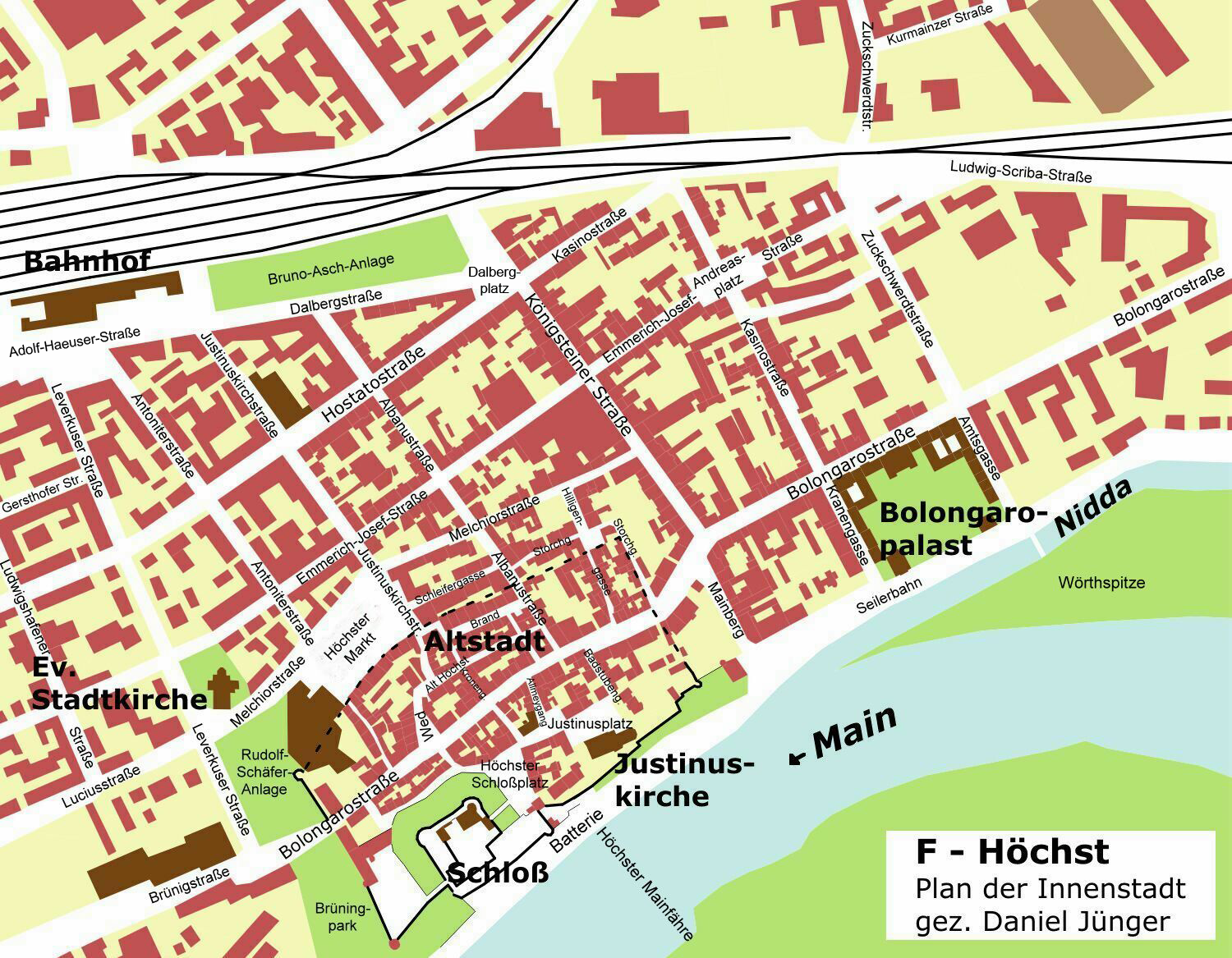
Pianta del centro di Höchst

La stazione di Höchst è un nodo importante per il traffico locale. È servito con treni regionali con direzione Francoforte Hbf, Wiesbaden e Limburgo sulla Lahn. Altre connessioni importanti sono i treni S-Bahn S1 (Wiesbaden-Centrale - Rödermark-Ober-Roden) e S2 (Niedernhausen (Taunus) - Dietzenbach) nonché i treni regionali 12 (già Frankfurt-Königsteiner Bahn) e 13 (Sodener Bahn).
Dal 1952 Höchst e connesso col centro di Francoforte con una linea tram (linea 11). Una connessione all'Aeroporto di Francoforte esiste con la linea 58 (autobus).
L'uscita dell'autostrada 66 (tra Wiesbaden e Francoforte) a due km a nord nel confinante Francoforte-Unterliederbach.